# Brandon Tory
Pour les articles homonymes, voir Tory (homonymie).
Brandon Tory est un rappeur, auteur-compositeur, producteur de disques, ingénieur logiciel et entrepreneur américain, né le 1er février 1989 dans la région de Boston.

## Biographie

### Enfance
Tory grandit à Brockton, dans le Massachusetts. Il fréquente l'Université du Massachusetts pour étudier l'électrotechnique. Alors enfant, Tory rêve de devenir un hacker et apprend à coder par lui-même à l'âge de 14 ans.

### Carrière
Tory travaille comme architecte logiciel senior chez Apple à Cupertino, mais est ensuite passé chez Google pour travailler sur l'intelligence artificielle à Los Angeles.
Avant de déménager en Californie pour travailler sur sa première mixtape SHINE, Tory vit plusieurs années à Atlanta où il écrit des chansons qui lui vaudront plus tard la reconnaissance et le mentorat du producteur Timbaland.

### Reconnaissance
Il remporte la première place du concours national de musique Microsoft et Lenovo Team Up With Timbaland en 2014, battant plus de 6 000 concurrents. En 2018, après avoir révélé sa vie secrète en tant que musicien et ingénieur Google senior dans un clip intitulé Seriously  le Wall Street Journal présente Brandon sur la couverture de sa section Business dans un article intitulé « When Your Day Job Isn’t Enough; A Computer Nerd Who Raps ». CNBC présente Brandon dans sa section Young Success avec un article intitulé « De sans-abri à ingénieur chez Apple et Google – tout en rappant pour Timbaland ». Forbes présente Brandon dans un article intitulé « Google AI Engineer/Rapper Wants Kids To Know It's Cool To Be A Genius ».
Brandon Tory est salué pour avoir parlé publiquement de son histoire de dichotomie consistant à équilibrer la musique et la technologie et à surmonter le doute de lui-même.